# أرتور ميزا
أرتور ميزا (بالإسبانية: Arturo Meza)‏ هو صانع آلة موسيقية ‏ وفنان وموسيقي وكاتب أغاني وملحن وكاتب مكسيكي، ولد في 12 ديسمبر 1956 في Tocumbo Municipality ‏ في المكسيك.

## وصلات خارجية
- الموقع الرسمي
- أرتور ميزا على موقع ميوزك برينز (الإنجليزية)
- أرتور ميزا على موقع ديسكوغز (الإنجليزية)